# Лубочья
Лубочья — река в России, протекает в Республике Марий Эл. Устье реки находится в 66 км от устья Большой Кокшаги по левому берегу. Длина реки составляет 19 км, площадь водосборного бассейна — 106 км².
Исток находится в лесном массиве в 15 км к юго-западу от Йошкар-Олы. Течёт на юго-запад, всё течение проходит по ненаселённому лесу.

## Данные водного реестра
По данным государственного водного реестра России относится к Верхневолжскому бассейновому округу, водохозяйственный участок реки — Волга от Чебоксарского гидроузла до города Казань, без рек Свияга и Цивиль, речной подбассейн реки — Волга от впадения Оки до Куйбышевского водохранилища (без бассейна Суры). Речной бассейн реки — (Верхняя) Волга до Куйбышевского водохранилища (без бассейна Оки).
Код объекта в государственном водном реестре — 08010400712112100000954.